# Der mysteriöse Nebel
Der mysteriöse Nebel (Originaltitel: The Cloud) ist die sechste Episode der ersten Staffel der US-amerikanischen Science-Fiction-Fernsehserie Star Trek: Raumschiff Voyager. Sie wurde in englischer Sprache erstmals am 13. Februar 1995 auf UPN ausgestrahlt. In Deutschland war sie zum ersten Mal am 19. Juli 1996 in einer synchronisierten Fassung bei Sat.1 zu sehen.

## Handlung
Die Voyager trifft auf ihrer Reise auf einen seltsamen Nebel, in dem es Anzeichen für Omicron-Partikel gibt, die ihre rasch zur Neige gehenden Energiereserven ergänzen könnten. Captain Janeway befiehlt, in den Nebel zu fliegen.
Als das Schiff weiter in den Nebel vordringt, kommt es zu Problemen: Die Schilde verlieren an Kraft, die Reserven gehen zur Neige und der Impulsantrieb löst eine gefährliche Reaktion aus. Die Voyager verlässt den Nebel sofort, muss allerdings einen Photonentorpedo einsetzen, um die Barriere zu durchbrechen. Das Schiff ist beschädigt, und unbekanntes Material aus dem Nebel haftet an der Hülle. B’Elanna Torres und der Doktor untersuchen das Material und stellen fest, dass es organisch ist. Sie erkennen nun, dass der Nebel tatsächlich ein lebender Organismus ist und dass sie ihn beim Durchbrechen der Barriere verletzt haben.
Die Besatzung findet einen Weg, den Nebel zu heilen: Der Doktor weist darauf hin, dass er über eine Regenerationskraft verfügt, so dass sie nur eine helfende Hand sein müssen. Janeway bringt die Voyager zurück ins Innere, um die Schäden zu reparieren, die bei der ersten Begegnung entstanden sind. Torres versucht, die Triebwerke so zu modifizieren, dass ein geeigneter Energiestrahl erzeugt wird, doch das Schiff ist noch erschöpfter als zuvor. Als sie eindringen, greifen die natürlichen Abwehrkräfte des Nebels das Schiff stärker an, so dass es tiefer und weiter von der Wunde entfernt liegt. Chakotay entdeckt einen Energiestrom im Nebel und glaubt, dass es sich um ein Kreislaufsystem handelt. Das Schiff erreicht die Wunde mit Hilfe des Flusses, leitet die Reparatur ein und verlässt sie, während sie heilt.

## Verbindungen zu anderen Star-Trek-Produktionen
Das von Tom Paris kreierte Chez-Sandríne-Holodeck-Programm kommt in dieser Folge erstmals vor. Es ist später noch in acht weiteren Folgen von Star Trek: Raumschiff Voyager zu sehen. In Folge 2.05 (Der Zeitstrom) wird außerdem das reale Vorbild für die holografische Bar gezeigt.

## Produktion

### Darsteller
Angela Dohrmann spielte Ricky noch einmal in Folge 2.16 (Gewalt) von Star Trek: Raumschiff Voyager.
Judy Geeson spielte Sandrine noch einmal in Folge 2.06 (Die Raumverzerrung) von Star Trek: Raumschiff Voyager.
Larry A. Hankin spielte Gaunt Gary noch in zwei weiteren Folgen von Star Trek: Raumschiff Voyager. Er hatte zuvor bereits den Windtänzer in Folge 5.20 (Hochzeit mit Hindernissen) von Raumschiff Enterprise – Das nächste Jahrhundert gespielt.

## Rezeption
Screen Rant bewertete die Episode als eine der hoffnungsvollsten Star-Trek Episoden. Im Gegensatz dazu bezeichnete Den of Geeks die Folge als einer der Gründe „warum Voyager nicht jedermanns Liebling ist“.
Keith DeCandido bewertete Der mysteriöse Nebel 2020 auf tor.com als eine nur leicht überdurchschnittliche Folge von Star Trek: Raumschiff Voyager. Die Haupthandlung um den vermeintlichen Nebel, der sich als Lebensform herausstellt, sei zwar eine Star-Trek-Standardgeschichte, aber DeCandido fand sie nett umgesetzt und ihm gefiel die noble Geste der Voyager-Besatzung, ihre Energiereserven zu riskieren, um den vor ihr verursachten Schaden wieder gutzumachen. Der Doktor sorge außerdem für großartige Comedy-Momente. Die Nebenhandlungen um Chakotays tierischen Berater und Paris’ holografische Kneipe fand DeCandido hingegen viel zu klischeehaft.